# Altkirch
Altkirch település Franciaországban, Haut-Rhin megyében. Lakosainak száma 5575 fő (2022. január 1.). Altkirch Aspach, Carspach, Hirtzbach, Hirsingue, Wittersdorf és Walheim községekkel határos.

## Népesség
A település népességének változása:
| Lakosok száma | 3491 | 5743 | 5740 | 5941 | 5737 | 5698 | 5659 | 5658 | 5608 | 5575 |
|               | 1910 | 2013 | 2015 | 2016 | 2017 | 2018 | 2019 | 2020 | 2021 | 2022 |